# Gert Kaiser
Gert Kaiser (* 18. Juni 1941 in Hardheim/Odenwald) ist ein deutscher Altgermanist und emeritierter Universitätsrektor. Er ist Vorsitzender des Vorstands der Meyer-Struckmann-Stiftung, Vorsitzender des Stiftungsrates der Stiftung Neanderthal Museum und gehört der SPD an.

## Werdegang
Kaiser studierte in Heidelberg und München Germanistik, Geschichte und Romanistik. 1964 promovierte er in Heidelberg mit einer Arbeit über Minnesang bei Peter Wapnewski. Nach einem Habilitationsstipendium der Deutschen Forschungsgemeinschaft habilitierte er sich 1970 in Heidelberg mit einer Arbeit über die Artusliteratur. 1973 wurde er zum Wissenschaftlichen Rat und Professor ernannt. 1977 wurde er auf den Lehrstuhl für Ältere Germanistik an der Universität Düsseldorf berufen, die seit 1988 Heinrich-Heine-Universität Düsseldorf heißt. Kaiser forschte und lehrte hauptsächlich zu Themen der klassischen mittelalterlichen Literatur: die Artusromane, den Minnesang, das Nibelungenlied, Walther von der Vogelweide, Hartmann von Aue, Wolfram von Eschenbach und Gottfried von Straßburg. Seine Habilitationsschrift über Artusromane und Ministerialität erschien in zwei Auflagen.
1983 wurde er zum Rektor der Universität Düsseldorf gewählt. Er hatte das Amt zwanzig Jahre inne. In seiner Amtszeit wurden zwei neue Fakultäten gegründet, die Wirtschaftswissenschaftliche und die Juristische Fakultät. Auch wurde 1988 die Universität nach längerem internen und öffentlichen Streit in Heinrich-Heine Universität Düsseldorf umbenannt. Er setzte 1994 dem Namenspatron der Universität ein Denkmal.
Seit 1988 war er im Nebenamt Präsident des Wissenschaftszentrums Nordrhein-Westfalen, einer Schnittstelle zwischen Wissenschaft, Gesellschaft und Wirtschaft.
1987–1989 war er Vizepräsident der Westdeutschen Rektorenkonferenz, von 1991 bis 1992 Mitglied des Gründungssenats der Universität Potsdam. Er lehrte zweimal an der University of California, Davis (1991 und 2007). 1996 erhielt er den Ruf als Gründungsrektor des Hanse-Wissenschaftskollegs in Delmenhorst/Niedersachsen (abgelehnt). 2001–2005 war er Beirat des Franz Rosenzweig-Zentrums an der Hebrew University in Jerusalem, seit 2003 Vorsitzender des deutschen Freundeskreises des Interdisciplinary Center in Herzliya (Israel), von 2005 bis 2007 Präsident des Deutsch-Italienischen Hochschulzentrums. Nach dem Ausscheiden aus dem Rektoramt war er von 2004 bis 2014 Präsident der Gesellschaft von Freunden und Förderern der Heinrich Heine Universität Düsseldorf. Er ist Vorsitzender des Vorstands der Meyer-Struckmann-Stiftung und Vorsitzender des Stiftungsrates des Neanderthal-Museums.
Kaiser hat neben wissenschaftlichen Schriften Artikel zu aktuellen Themen aus Wirtschaft, Politik, Wissenschaft und Kultur verfasst.

## Ehrungen
- 1990: Goldene Ehrenplakette der Industrie- und Handelskammer zu Düsseldorf
- 1991: Bundesverdienstkreuz am Bande
- 1992: Französischer Staatsorden „Officier dans L’Ordre des Palmes Académiques“
- 1993: Minerva-Preis des Forschungszentrums Jülich
- 1996: Ehrendoktor der University of Reading (Großbritannien)
- 1997: Französischer Staatsorden „Chevalier dans L’Ordre national du Mérite“
- 2001: Verdienstorden des Landes Nordrhein-Westfalen
- 2001: Josef Neuberger-Medaille der Jüdischen Gemeinde Düsseldorf
- 2002: Bundesverdienstkreuz 1. Klasse
- 2002: Jan-Wellem-Ehrenring der Stadt Düsseldorf
- 2003: Brückenschlag-Preis der Moe-Radzyner-Stiftung
- 2004: Italienischer Staatsorden „Commendatore dell’Ordine al Merito della Repubblica Italiana“
- 2004: Japanischer Staatsorden „Orden der Aufgehenden Sonne mit Sternen, goldene und silberne Strahlen“
- 2005: Honorary Fellow des Interdisciplinary Center Herzliya (Israel)
- 2008: Ehrendoktor der Juristischen Fakultät der Heinrich Heine-Universität Düsseldorf

## Schriften (Auswahl)
- Beiträge zu den Liedern des Minnesängers Rubin, Wilhelm Fink Verlag München 1969
- Die Artusromane Hartmanns von Aue, 2., neubearb. Aufl. Wiesbaden 1978 ISBN 3-7997-0690-9
- Der tanzende Tod. Mittelalterliche Totentänze. Herausgegeben, übersetzt und kommentiert, 8. Aufl. Frankfurt 2001 (Insel-Taschenbuch) ISBN 3-458-32347-3
- Der Tod und die schönen Frauen. Ein elementares Motiv der europäischen Kultur, Frankfurt – New York 1995 ISBN 3-593-35363-6
- Vénus et la Mort. Un grand thème de l’histoire culturelle de l’Europe, Paris 1999 (= Editions de la Maison des sciences de l’homme Paris) ISBN 2-7351-0824-4 – die französische Übersetzung von „Der Tod und die schönen Frauen“
- Werktagebuch. Düsseldorfer Kolumnen, Düsseldorf 2015 ISBN 978-3-7700-1536-8